# Augusta Dorothea af Braunschweig-Wolfenbüttel
Augusta Dorothea af Braunschweig-Wolfenbüttel (16. december 1666 i Wolfenbüttel - 11. juli 1751 i Arnstadt) var datter af grev Anton Ulrik af Braunschweig-Wolfenbüttel og hustru Juliane af Slesvig-Holsten-Sønderborg-Nordborg.
Auguste Dorothea blev den 7. august 1684 gift i Wolfenbüttel med greve Anton Günther 2. af Schwarzburg-Sondershausen, der siden blev ophøjet til fyrste. Parret boede i Arnstadt og forblev barnløst.